# Circoviridae
Die Familie Circoviridae (von lateinisch circulus ‚Kreis‘) umfasst derzeit (Stand September 2023) zwei offizielle Gattungen und eine vorgeschlagene Gattung von Viren mit einzelsträngiger, zirkulärer DNA mit negativer oder ambisense Polarität als Genom. Die Mitglieder der Circoviridae sind Erreger von Krankheiten bei Vögeln und Schweinen (Gattung Circovirus); auch Menschen können sich anstecken, wie Forschende vom Institut Pasteur im Februar 2023 berichten.

## Beschreibung

### Morphologie
Die unbehüllten Kapside der Circoviridae sind (sehr variabel nach Spezies) 15–30 nm im Durchmesser groß und besitzen eine ikosaedrische Symmetrie. Das Kapsid besteht meist aus nur einem Kapsidprotein (CP) mit einer Molekülmasse zwischen 30 (PCV-1/2) und 50 kDa (CAV). Bisher gibt es nur beim Beak and feather disease virus (BFDV) Hinweise auf drei verschiedene Kapsidproteine.

### Genom

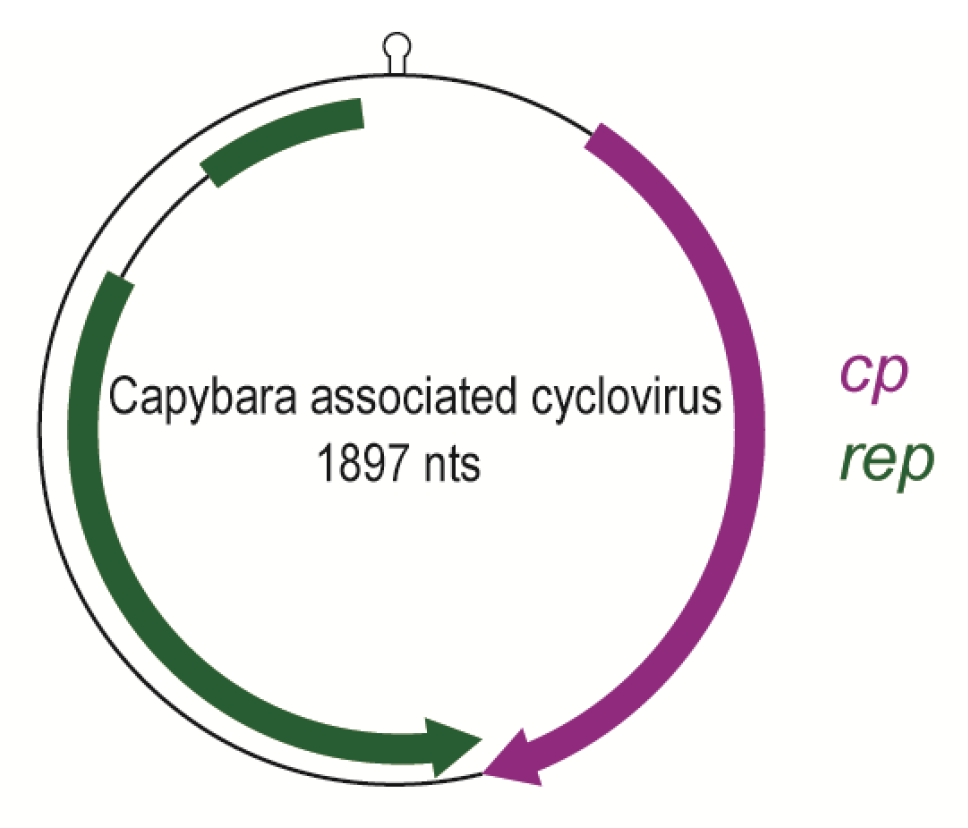
Genomkarte von „Capybara associated cyclovirus“, vorgeschlagenes Mitglied der Gattung Cyclovirus. Ganz oben die Haarnadelstruktur (stem-loop).

Das einzelsträngige DNA-Genom besitzt ambisense-Polarität (Circovirus), das heißt, dass entgegengesetzte Leserichtungen auf einem identischen DNA-Strang vorliegen. Das virale Genom ist zwischen 1,8 und 2,3 kb groß und codiert für 2–4 Gene. Circoviridae besitzen keine eigene DNA-Polymerase, nutzen jedoch zur Synthese eines doppelsträngigen DNA-Stranges als Zwischenschritt bei der Virusvermehrung die zellulären DNA-Polymerasen.

## Biologische Bedeutung
Circoviridae besitzen ein sehr enges Wirtsspektrum. Bei den aviären Spezies wird eine fäkal-orale Übertragung angenommen, eine angeborene Infektion über das Ei (vertikale Transmission) konnte nachgewiesen werden. Innerhalb einer Population sind die Circoviridae weit verbreitet (TTV beim Menschen zu 95 %) und zeigen meist eine hohe Variabilität und geographisch unterschiedliche Subtypen bzw. Gruppen.
Veterinärmedizinisch bedeutsame Infektionen durch Circoviridae sind:
- die Infektiöse Anämie der Hühner (Hühneranämievirus, CAV)
- Psittacine Beak and Feather Disease PBFD (Beak and feather disease virus, BFDV)
- Circovirus-Erkrankung der Tauben (Tauben-Circovirus, PiCV)
- Postweaning Multisystemic Wasting Syndrome (PMWS) bei Schweinen (Porcines Circovirus-2, PCV-2)
- Porcine Dermatitis und Nephropathie Syndrom (PDNS) bei Schweinen (Porcines Circovirus-2, PCV-2)

## Systematik

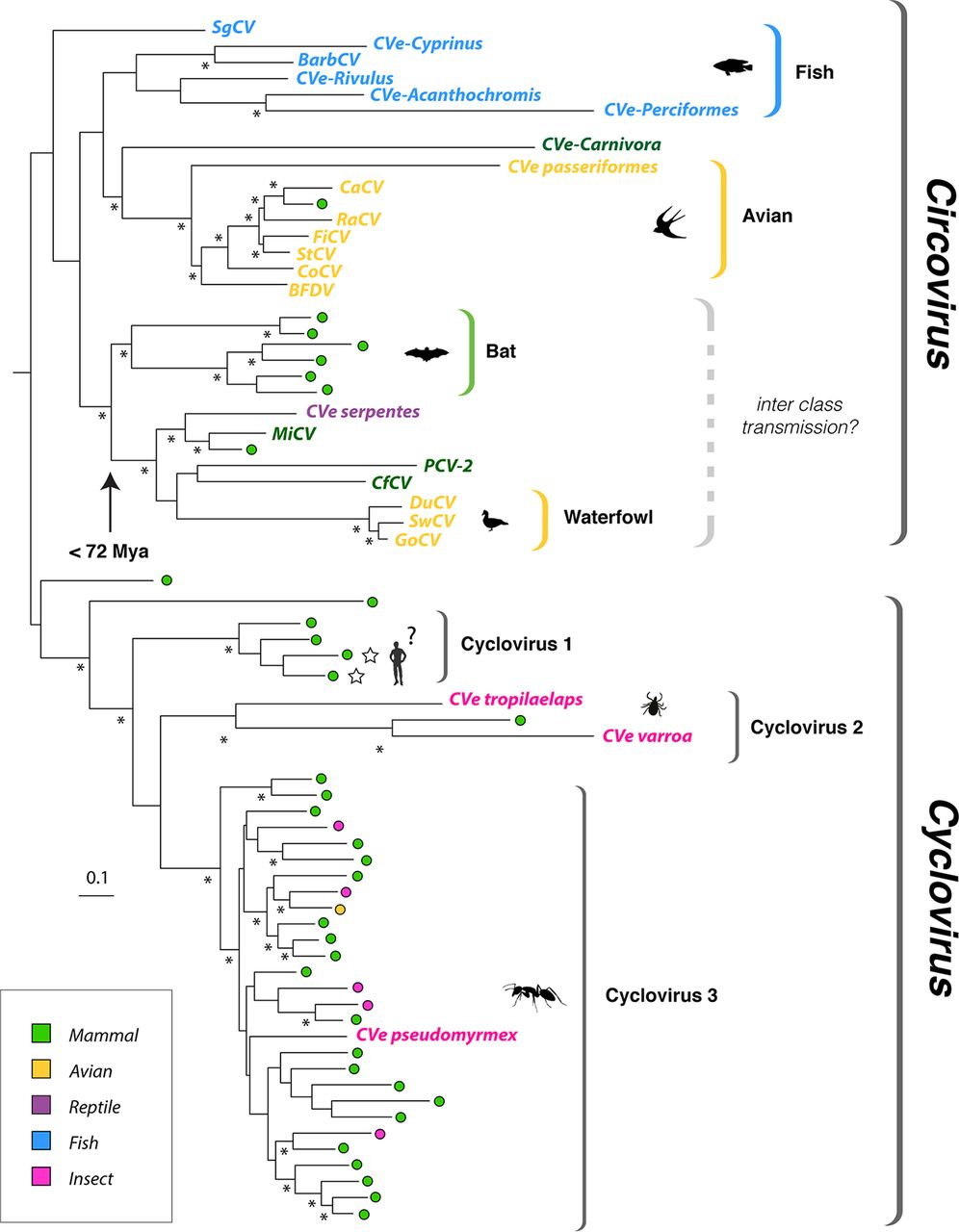
Phylogenetischer Baum der Circoviridae

Die Ordnung Cirlivirales hat mit der Familie Circoviridae hat mit Stand Anfang März 2015 nach ICTV Master Species List #40v1 folgende Zusammensetzung (von den Spezies ist nur eine Auswahl angegeben):
Ordnung Cirlivirales
- Familie Circoviridae (provisorisch Circovirus-like viruses, 2 Gattungen)
  - Genus Circovirus[6]
    - Spezies Circovirus ban mit Banfec circovirus 2
    - Spezies Circovirus barbel mit Barbel circovirus
    - Spezies Circovirus bastao mit Bat associated circovirus 4 (BatACV4), dazu Tadarida brasiliensis circovirus 1[7][8]
    - Spezies Circovirus bear mit Bear circovirus alias Ursus americanus circovirus
    - Spezies Circovirus bianfu mit Bat associated circovirus 3 (BatACV3)
    - Spezies Circovirus canary mit Kanarienvogel-Circovirus (en. Canary circovirus, CaCV)
    - Spezies Circovirus canine mit Canine circovirus
    - Spezies Circovirus catfish mit Flusswels-Circovirus (en. European catfish circovirus)
    - Spezies Circovirus chauvesouris mit Bat associated circovirus 1 (BatACV1)
    - Spezies Circovirus cia mit Bat associated circovirus 12 (BatACV12)
    - Spezies Circovirus civet mit Civet circovirus alias Paguma larvata circovirus
    - Spezies Circovirus daga mit Rodent associated circovirus 6 alias Rodent circovirus 6 (RoACV6)
    - Spezies Circovirus duck mit Enten-Circovirus (en. Duck circovirus, DuCV) mit Subtyp Muscovy duck circovirus[9]
    - Spezies Circovirus elk mit Elch-Circovirus (en. Elk circovirus)
    - Spezies Circovirus eniyan mit Human associated circovirus 1 alias Human stool-associated circular virus, Human faeces associated circovirus (HuACV1)
    - Spezies Circovirus finch mit Fink-Circovirus (en. Finch circovirus, FiCV)
    - Spezies Circovirus gloton mit Wolvfec circovirus
    - Spezies Circovirus gnaver mit Rodent associated circovirus 5 alias Rodent circovirus 5 (RoACV5)
    - Spezies Circovirus goose mit Gänse-Circovirus (en. Goose circovirus, GoCV)
    - Spezies Circovirus gryzon mit Rodent associated circovirus 7 alias Rodent circovirus 7 (RoACV7)
    - Spezies Circovirus gull mit Möwen-Circovirus (en. Gull circovirus, GuCV)
    - Spezies Circovirus gyurgyalag mit European bee-eater circovirus (GyurCV)
    - Spezies Circovirus hirat mit dipodfec virus UA04Rod_4537
    - Spezies Circovirus human mit Human circovirus 1
    - Spezies Circovirus ialtag mit Bat associated circovirus 10 (BatACV10)
    - Spezies Circovirus impundu mit Chimpanzee associated circovirus 1 aliaschimpanzee faeces associated circovirus oder Chimpanzee stool avian-like circovirus Chimp17 (ChimpACV)[10]
    - Spezies Circovirus kelawar mit Bat associated circovirus 9 (BatACV9)
    - Spezies Circovirus kiore mit Rodent associated circovirus 2 alias Rodent circovirus 2 (RoACV2)
    - Spezies Circovirus kukwuria mit Banfec circovirus 1
    - Spezies Circovirus lepakko mit Bat associated circovirus 7 (BatACV7)
    - Spezies Circovirus lin mit Equine circovirus 1
    - Spezies Circovirus magu mit Mongoose-associated circovirus Mon-1
    - Spezies Circovirus mink mit Mink-Circovirus (en. Mink circovirus)
    - Spezies Circovirus miztli mit Sonfela circovirus 1
    - Spezies Circovirus miztontli mit Sonfela circovirus 2
    - Spezies Circovirus morcego mit Bat associated circovirus 8 (BatACV8)
    - Spezies Circovirus mossi mit Mosquito associated circovirus 1 alias Culex circovirus-like virus
    - Spezies Circovirus naaleeli mit Wigfec circovirus 1
    - Spezies Circovirus parrot mit Beak and feather disease virus (BFDV)
    - Spezies Circovirus pato mit Wigfec circovirus 2
    - Spezies Circovirus penguin mit Pinguin-Circovirus (en. Penguin circovirus)
    - Spezies Circovirus pichong mit Tick associated circovirus 2 alias Tick circovirus
    - Spezies Circovirus pigeon mit Taubencircovirus (en. Pigeon circovirus, PiCV)
    - Spezies Circovirus pipistrello mit Bat associated circovirus 13 (BatACV13)
    - Spezies Circovirus porcine1 mit Porcines Circovirus-1 (en. Porcine circovirus 1, PCV-1, ehem. Typus)
    - Spezies Circovirus porcine2 mit Porcines Circovirus-2 (en. Porcine circovirus 2, PCV-2)
    - Spezies Circovirus porcine3 mit Porcines Circovirus-3 (en. Porcine circovirus 3, PCV-3)
    - Spezies Circovirus porcine4 mit Porcines Circovirus-4 (en. Porcine circovirus 4, PCV-4)
    - Spezies Circovirus ratpenat mit Bat associated circovirus 6 (BatACV6)
    - Spezies Circovirus raven mit Raben-Circovirus (en. Raven circovirus)
    - Spezies Circovirus roditore mit Rodent associated circovirus 3 alias Rodent circovirus 3 (RoACV3)
    - Spezies Circovirus rongeur mit Rodent associated circovirus 1 alias Rodent circovirus 1 (RoACV1)
    - Spezies Circovirus rosegador mit Rodent associated circovirus 4 alias Rodent circovirus 4 (RoACV4)
    - Spezies Circovirus saguzarra mit Bat associated circovirus 5 (BatACV5)
    - Spezies Circovirus siksparnis mit Bat associated circovirus 11 (BatACV11)
    - Spezies Circovirus starling mit Starling circovirus
    - Spezies Circovirus swan mit Swan circovirus
    - Spezies Circovirus tetning mit Werosea circovirus
    - Spezies Circovirus torpegem mit Little bittern circovirus (TorCV)
    - Spezies Circovirus tzinaka mit Eumops bonariensis associated circovirus 1
    - Spezies Circovirus vleermuis mit Bat associated circovirus 2 (BatACV2)
    - Spezies Circovirus wesa mit Calfel virus LSF45_cir359
    - Spezies Circovirus whale mit [Beaked] Whale circovirus
    - Spezies Circovirus yaa mit Tick associated circovirus 1 alias Avian-like circovirus
    - Spezies Circovirus zebrafinch mit Zebra finch circovirus
    - Spezies „Anguilla anguilla circovirus“[11]
    - Spezies „Eel circovirus“[12]
    - Spezies „Tasmanian devil-associated circovirus 1“[13]
- Genus Cyclovirus
  -     - Spezies Cyclovirus aasiak mit Spider associated cyclovirus 1
    - Spezies Cyclovirus adie mit Chicken associated cyclovirus 1
    - Spezies Cyclovirus anyidiwo mit Army ant associated cyclovirus 2 P8A-4.2_2
    - Spezies Cyclovirus babka mit Dragonfly associated cyclovirus 6 (DfCyV6)[14]
    - Spezies Cyclovirus bakri mit Goat associated cyclovirus 1
    - Spezies Cyclovirus bashri mit Human associated cyclovirus 4, dazu Cyclovirus TN18, Cyclovirus TN25
    - Spezies Cyclovirus bastao mit Bat associated cyclovirus 10 (BatACyV10)
    - Spezies Cyclovirus bohloa mit [Army] Ant associated cyclovirus 5 (AaCyV-5)
    - Spezies Cyclovirus caballo mit Horse associated cyclovirus 1
    - Spezies Cyclovirus cervienka mit Robinz virus RP_736
    - Spezies Cyclovirus doi mit Bat associated cyclovirus 12 (BatACyV12)
    - Spezies Cyclovirus enseenene mit Army ant associated cyclovirus 8 P1A-reste_2
    - Spezies Cyclovirus ezzike mit Chimpanzee associated cyclovirus 2
    - Spezies Cyclovirus flagermus mit Bat associated cyclovirus 5 (BatACyV5)
    - Spezies Cyclovirus fledermoyz mit Chifec virus UA13_1880 (ChimpACyV2)
    - Spezies Cyclovirus foca mit Werosea cyclovirus
    - Spezies Cyclovirus fourmi mit Army ant associated cyclovirus 6 P16-reste_1
    - Spezies Cyclovirus gaaye mit Bovine associated cyclovirus 1
    - Spezies Cyclovirus gato mit Feline associated cyclovirus 1
    - Spezies Cyclovirus homa mit Human associated cyclovirus 5, dazu Cyclovirus PK5034
    - Spezies Cyclovirus humana mit Human associated cyclovirus 10
    - Spezies Cyclovirus ibimonyo mit Army ant associated cyclovirus 3 P1A-reste_4
    - Spezies Cyclovirus insaan mit Human associated cyclovirus 2, dazu Cyclovirus PK5006
    - Spezies Cyclovirus jaaabani mit Bat associated cyclovirus 1 (BatACyV1)
    - Spezies Cyclovirus jemage mit Bat associated cyclovirus 2 (BatACyV2)
    - Spezies Cyclovirus kacsa mit Duck associated cyclovirus 1
    - Spezies Cyclovirus kemirgen mit Dipodfec virus UA23Rod_1805
    - Spezies Cyclovirus khangkhaw mit Bat associated cyclovirus 9 (BatACyV9)
    - Spezies Cyclovirus kiroptero mit Bat associated cyclovirus 3 (BatACyV3)
    - Spezies Cyclovirus kisikisi mit Dragonfly associated cyclovirus 1 (DfCyV1)[14]
    - Spezies Cyclovirus kokoro mit [Army] Ant associated cyclovirus 1 (AaCyV-1)
    - Spezies Cyclovirus libelula mit Dragonfly associated cyclovirus 5 (DfCyV5)[14]
    - Spezies Cyclovirus liepsnele mit Robinz virus RP_1170
    - Spezies Cyclovirus liliac mit Bat associated cyclovirus 7 (BatACyV7)
    - Spezies Cyclovirus liljak mit Chifec virus UA15_2320
    - Spezies Cyclovirus maanav mit Human associated cyclovirus 1, dazu Cyclovirus PK5510
    - Spezies Cyclovirus manitan mit Human associated cyclovirus 11, dazu Cyclovirus SL-108277
    - Spezies Cyclovirus manukha mit Human associated cyclovirus 3, dazu Cyclovirus PK5222
    - Spezies Cyclovirus manusyan mit Human associated cyclovirus 12, dazu Indian encephalitis associated cyclovirus
    - Spezies Cyclovirus mchwa mit Arboreal ant associated circular virus 1 alias Ant associated cyclovirus 1
    - Spezies Cyclovirus mier mit Army ant associated cyclovirus 4 P8A-3.2_1
    - Spezies Cyclovirus misi mit Calfel virus LSF31_cyc420
    - Spezies Cyclovirus mmadu mit Human associated cyclovirus 6, dazu Cyclovirus NG12
    - Spezies Cyclovirus moosa mit Calfel virus LSF31_cyc880
    - Spezies Cyclovirus munthu mit Human associated cyclovirus 9, dazu Human cyclovirus VS5700009
    - Spezies Cyclovirus murcielago mit Bat associated cyclovirus 17 (BatACyV17)
    - Spezies Cyclovirus muricec mit Eumops bonariensis associated cyclovirus 1
    - Spezies Cyclovirus mutum mit Human associated cyclovirus 7, dazu Cyclovirus NG14
    - Spezies Cyclovirus mweyba mit Mongoose-associated cyclovirus Mon-20
    - Spezies Cyclovirus naahoohai mit Chicken associated cyclovirus 2
    - Spezies Cyclovirus naastsosi mit Mouse associated cyclovirus 1
    - Spezies Cyclovirus nahkhiir mit Bat associated cyclovirus 8 (BatACyV8)
    - Spezies Cyclovirus namu mit Dragonfly associated cyclovirus 7 (DfCyV7)[14]
    - Spezies Cyclovirus ndanda mit Army ant associated cyclovirus 9 183_1
    - Spezies Cyclovirus netopyr mit Bat associated cyclovirus Vr1 (BatACyVVr7)
    - Spezies Cyclovirus newla mit Mongoose-associated cyclovirus Mon-32
    - Spezies Cyclovirus nhanloai mit Human associated cyclovirus 8 (ehem. Typus), dazu Cyclovirus VN
    - Spezies Cyclovirus nietoperz mit Bat associated cyclovirus 13 (BatACyV13)
    - Spezies Cyclovirus pauferro mit Caesalpinia ferrea associated virus
    - Spezies Cyclovirus pea mit Bat associated cyclovirus 15 (BatACyV15)
    - Spezies Cyclovirus peka mit Bat associated cyclovirus 14 (BatACyV14)
    - Spezies Cyclovirus pekapeka mit Bat associated cyclovirus 16 (BatACyV16)
    - Spezies Cyclovirus pettirosso mit Robinz virus RP_493
    - Spezies Cyclovirus podgana mit Rodent associated cyclovirus 2
    - Spezies Cyclovirus popo mit Bat associated cyclovirus 6 (BatACyV6)
    - Spezies Cyclovirus popoki mit Calfel virus LSF17_cyc102
    - Spezies Cyclovirus prihor mit Robinz virus RP_620
    - Spezies Cyclovirus prilep mit Chifec virus UA15_35
    - Spezies Cyclovirus punarinta mit Robinz virus RP_526
    - Spezies Cyclovirus rata mit Rodent associated cyclovirus 1
    - Spezies Cyclovirus risi mit Squirrel associated cyclovirus 1
    - Spezies Cyclovirus roach mit Cockroach associated cyclovirus 1
    - Spezies Cyclovirus roedor mit Capybara associated cyclovirus[15][3]
    - Spezies Cyclovirus rotte mit Dipodfec virus UA04Rod_5913
    - Spezies Cyclovirus rudzik mit Robinz virus RP_584
    - Spezies Cyclovirus saguza mit Chifec virus UA13_1727
    - Spezies Cyclovirus sawya mit Chifec virus UA13_1817
    - Spezies Cyclovirus sismis mit Bat associated cyclovirus 4 alias Bat faeces associated cyclovirus 4 (BatACyV4)
    - Spezies Cyclovirus sokwe mit Chimpanzee associated cyclovirus 1
    - Spezies Cyclovirus svosve mit Army ant associated cyclovirus 7 P4A-reste_1
    - Spezies Cyclovirus taniilai mit Dragonfly [associated] cyclovirus 2 (DfCyV2)[14]
    - Spezies Cyclovirus tarako mit Dragonfly associated cyclovirus 8 (DfCyV8)[14]
    - Spezies Cyclovirus tonbo mit Dragonfly associated cyclovirus 3 (DfCyV3)[14]
    - Spezies Cyclovirus totoi mit Robinz virus RP_259
    - Spezies Cyclovirus vauval mit Bat associated cyclovirus Cg1 (BatACyVCg1)
    - Spezies Cyclovirus vazka mit Dragonfly associated cyclovirus 4 (DfCyV4)[14]
    - Spezies Cyclovirus vespertilio mit Tadarida brasiliensis associated cyclovirus 1
    - Spezies Cyclovirus vleermuis mit Chifec virus UA13_1887
    - Spezies Cyclovirus yarasa mit Bat associated cyclovirus 11 (BatACyV11)
    - Spezies Cyclovirus ystlum mit Chifec virus UA13_1800

  - Weitere Vorschläge ohne Gattungszuordnung (Auswahl nach NCBI, Stand 19. Juni 2021):[16]
    - Spezies „Apteryx rowi circovirus-like virus“
    - Spezies „Circoviridae 1 LDMD-2013“
    - Spezies „Circoviridae 2 LDMD-2013“
    - Spezies „Circoviridae 3 LDMD-2013“
    - Spezies „Circoviridae 6 – 11 LDMD-2013“
    - Spezies „Circoviridae 13 LDMD-2013“
    - Spezies „Circoviridae 14 LDMD-2013“
    - Spezies „Circoviridae 15 LDMD-2013“
    - Spezies „Circoviridae 16 LDMD-2013“
    - Spezies „Circoviridae 17 LDMD-2013“ inkl. Circoviridae 4 LDMD-2013
    - Spezies „Circoviridae 19 LDMD-2013“
    - Spezies „Circoviridae 21 LDMD-2013“
    - Spezies „Circoviridae LDMD-2013a“ mit Circoviridae 20 LDMD-2013, Circoviridae 5 LDMD-2013
    - Spezies „Circoviridae LDMD-2013b“ mit Circoviridae 12 LDMD-2013, Circoviridae 18 LDMD-2013 – offiziell bestätigt als Ninurtavirus oceanis in der Saturnivirales-Familie Kanorauviridae, s. u.

- Familie Endolinaviridae (Hudisavirus-ähnliche Viren, 4 Gattungen)
  - Gattung Bovdisavirus
    - Spezies Bovdisavirus nainis, mit Circoviridae sp. C042793 (MH782429)

  - Gattung Camdisavirus
    - Spezies Camdisavirus jamalis, mit dromedary stool-associated circular ssDNA virus DcSCV_c941 (KM573765)
    - Spezies Camdisavirus kauis, mit Bovine faeces associated circular DNA virus 1 GP3-46075_cow2 (KT862230)
    - Spezies Camdisavirus lingis, mit Macaca fascicularis stool-associated virus PPT018/MFS01 (MN165385)
    - Spezies Camdisavirus miluis, mit CRESS virus sp. Elk10cre2 (MT367282)

  - Gattung Chidisavirus
    - Spezies Chidisavirus niois, mit CRESS virus sp. zftwig07cir1 (MT138064)
    - Spezies Chidisavirus ryguais, mit chicken stool associated circular virus 1 RS/BR/2015/1R (MG846356)

  - Gattung Hudisavirus
    - Spezies Hudisavirus jaqis, mit Hudisavirus sp. P13_1 (MF351519)
    - Spezies Hudisavirus runais, mit Hudisavirus sp. P18 (MF351513)
    - Spezies Hudisavirus sewis, mit Porcine associated circular DNA virus 5 (MW620877)

  - ohne Gattungszuweisung 
    - Spezies „Porcine stool-associated circular DNA virus 4“ (PoSCV-4, verschoben, nach NCBI noch zu Circoviridae)[17][18]
    - Spezies „Hudisavirus sp. …“ (darunter Hudisavirus sp. isolate P22, Hudisavirus sp. isolate ETH_P25_2016 etc.)[19] (manchmal verschrieben als „Hudsavirus“) – entdeckt in Stuhlproben peruanischer Patienten mit Diarrhoe und zeigt Ähnlichkeiten (ca. 78 % Übereinstimmung) mit Porcine stool-associated circular DNA virus 4: ein Ambisense-Genom, das ein mutmaßliches Kapsidprotein Cap auf der Normal- und ein Replikations-Initiationsprotein Rep auf der Komplementär-Seite kodiert.[18] Referenzstamm ist Hudisavirus sp. isolate P22.[20] Hudisavirus-DNA wurde auch bei Patienten in Afrika (Äthiopien) und in den Fäkalien von Makaken gefunden.[21]

- Familie Vilyaviridae[22] (15 Gattungen)
  - Gattung Ancalagonvirus
  - Gattung Andurilvirus
  - Gattung Angristvirus
  - Gattung Aranruthvirus
  - Gattung Arnorvirus
  - Gattung Berenvirus
  - Gattung Glamdringvirus
  - Gattung Grondvirus
  - Gattung Herugrimvirus
  - Gattung Illuinvirus
  - Gattung Ormalvirus
  - Gattung Palantirivirus
  - Gattung Ringilvirus
  - Gattung Ulaervirus
  - Gattung Vingilotevirus

### Verschiebungen
- Viren mit negativer Polarität wurden in die Familie Anelloviridae (früher Gattung Anellovirus) ausgelagert, darunter die Gattungen Alphatorquevirus, Betatorquevirus, Gammatorquevirus, Deltatorquevirus, Epsilontorquevirus, Zetatorquevirus, Etatorquevirus, Thetatorquevirus, Iotatorquevirus, Kappatorquevirus, Lambdatorquevirus, Mutorquevirus, Nutorquevirus und Gyrovirus.
- Circoviridae 18 LDMD-2013 (KF133825) mit Bestätigung durch das ICTV der Spezies Ninurtavirus oceanis (provisorisch „Circoviridae LDMD-2013b“, s. o.) in der Saturnivirales-Familie Kanorauviridae zugeordnet.[5]
- Etliche Viren, die vorschlagsgemäß der Familie Circoviridae (teilweise sogar der Gattung Circovirus) zugeordnet wurden, hat das ICTV mit offizieller Bestätigung verschiedenen Gattungen der Jormunvirales-Familie Draupnirviridae zugewiesen. Diese Gattungen sind (Stand April 2025): Armipotenivirus, Audaxivirus, Belligerivirus, Ferullusivirus, Periculosovirus, Pollentivirus, Properatisvirus, Robaratusivirus, Strenuusivirus, Valentivirus, Vegetinivirus, Vehemenivirus und Violenivirus.[5]